# Ariane de Linné
Amazilia fimbriata
Espèce
Statut de conservation UICN

 LC  : Préoccupation mineure
Statut CITES
L'Ariane de Linné (Amazilia fimbriata, syn. :  Chionomesa fimbriata) est une espèce de colibris parfois placée dans le genre Polyerata.

## Répartition
Son aire de répartition comprend tout le nord de l'Amérique du Sud, jusqu'à la Bolivie et le Paraguay au sud.

Carte de répartition de l'espèce

## Habitat
Ses habitats sont les forêts basses tropicales et subtropicales humides, ainsi que la brousse sèche mais aussi les forêts lourdement dégradées.

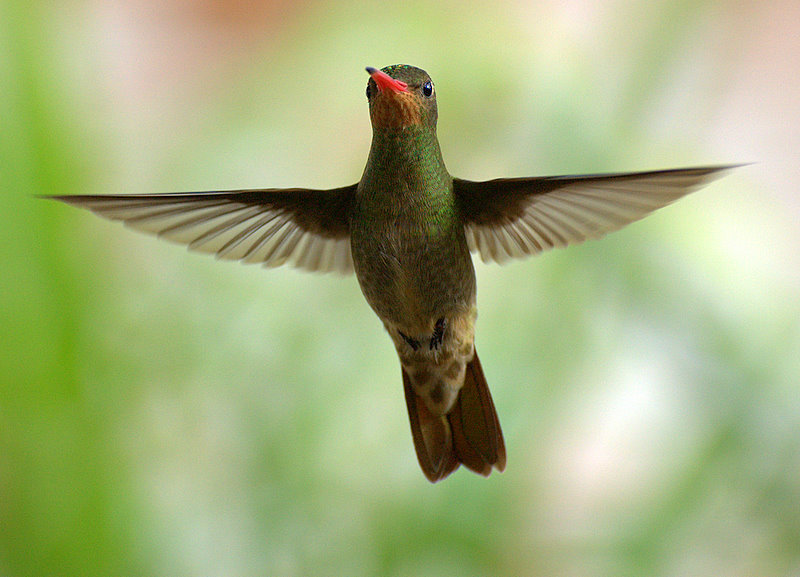
De face en plein vol.

## Sous-espèces
D'après Alan P. Peterson, cette espèce est constituée des sept sous-espèces suivantes :
- Amazilia fimbriata apicalis (Gould), 1861 ;
- Amazilia fimbriata elegantissima Todd, 1942 ;
- Amazilia fimbriata fimbriata (Gmelin), 1788 ;
- Amazilia fimbriata fluviatilis (Gould), 1861 ;
- Amazilia fimbriata laeta (Hartert), 1900 ;
- Amazilia fimbriata nigricauda (Elliot), 1878 ;
- Amazilia fimbriata tephrocephala (Vieillot), 1818.